# Interstate 22
De Interstate 22 (afgekort: I-22) is een Interstate highway in de Verenigde Staten. De snelweg loopt van Memphis tot Birmingham langs het traject van de voormalige US 78, die, na aanpassing tot de highway-standaarden begin 2011 voor dit deel van het traject werd omgenummerd tot Interstate 22. De route in Mississippi was al eerder geheel tot snelweg omgebouwd, het was het gedeelte in Alabama waar de volledige afwerking op moest wachten.

## Traject

### Interstate 22 inMississippi
De snelweg begint op de staatsgrens met Tennessee, in de voorsteden van Memphis. De snelweg loopt naar het zuidoosten, en de grootste stad op de route is Tupelo. De route in Tennessee is ongeveer 188 kilometer lang.

### Interstate 22 inAlabama
In Alabama loopt de snelweg langs de regiostadjes Hamilton en Jasper, voordat de snelweg moet eindigen op de I-65 net ten noorden van Birmingham. De route in Alabama is ongeveer 155 kilometer lang. 
2 · 4 · 5 · 8 · 10 · 12 · 15 · 16 · 17 · 19 · 20 · 22 · 24 · 25 · 26 · 27 · 29 · 30 · 35 · 37 · 39 · 40 · 43 · 44 · 45 · 49 · 55 · 57 · 59 · 64 · 65 · 66 · 68 · 69 · 70 · 71 · 72 · 73 · 74 · 75 · 76 (west) · 76 (oost) · 77 · 78 · 79 · 80 · 81 · 82 · 83 · 84 (west) · 84 (oost) · 85 · 86 (west) · 86 (oost) · 87 · 88 (west) · 88 (oost) · 89 · 90 · 91 · 93 · 94 · 95 · 96 · 97 · 99 · 165 · 238 · 265 · 277 · 278 · 287 · 355 · 390 · 465 · 485 · 565 · 684 · 787 · 790 · 865

Hawaii:
H-1 · H-2 · H-3  
Alaska:
A-1 · A-2 · A-3 · A-4  
Puerto Rico:
PR-1 · PR-2 · PR-3